# Латендорф
Латендорф (нем. Latendorf) — община в Германии, в земле Шлезвиг-Гольштейн. 
Входит в состав района Зегеберг. Подчиняется управлению Риклинг.  Население составляет 571 человек (на 31 декабря 2010 года). Занимает площадь 17,94 км².